# Tramway Moûtiers-Salins–Brides-les-Bains
Le tramway Moûtiers-Salins–Brides-les-Bains est un ancien tramway de France situé en Savoie, reliant Moûtiers à Brides-les-Bains et en fonctionnement de 1899 à 1928. Il desservait notamment les thermes de Brides-les-Bains.

## Caractéristiques
Le tramway relie Moûtiers à Brides-les-Bains, deux communes du centre de la Savoie, au cœur du massif de la Vanoise et de la vallée de la Tarentaise. La voirie de l'époque étant encore largement inadapté au transport automobile, notamment dans la largeur des routes, le tramway ne peut disposer de sa propre plateforme et les rails sont implantés directement dans la chaussée routière avec l'utilisation de contre-rails. Il est à traction électrique dès sa conception, le courant continu étant fourni par une petite centrale hydroélectrique situé à Brides-les-Bains et utilisant l'eau du Doron de Bozel via une conduite forcée de 200 mètres de longueur. Les voitures de livrée jaune vif sont entreposées dans un garage entre Moûtiers et Salins-les-Thermes et circulent du 15 avril au 15 octobre, les hôtels étant fermés en période hivernale et la route n'étant pas suffisamment déneigée pour permettre le dégagement les rails.
Il part de la gare de Moûtiers-Salins, terminus de la ligne venant de Saint-Pierre-d'Albigny de 1893, date à laquelle le train arrive à Moûtiers, à 1913, date à laquelle la ligne est prolongée à Bourg-Saint-Maurice, devenant par conséquent une gare intermédiaire de la ligne ; elle est renommée en gare de Moûtiers - Salins - Brides-les-Bains depuis la fermeture du tramway et de la gare de Brides-les-Bains en 1928. Se dirigeant vers le sud, le tramway traverse le centre-ville de Moûtiers, franchit l'Isère pour passer en rive droite du Doron de Bozel et commence à gagner en altitude en suivant le tracé de la route menant à Pralognan-Planay, le faisant ainsi passer au-dessus du village de Salins-les-Thermes et de son établissement thermal. Au hameau de Melphe, au-dessus de la confluence entre Doron de Belleville et Doron de Bozel et sous la Grande Roche, la ligne prend la direction sud-est et passe dans les hameaux de Sècheron, des Frasses et de Fontaine. Après un franchissement du Doron de Bozel, le tramway entre dans le centre du village de Bozel où il a son terminus, non loin des thermes.

## Histoire

### Contexte
Au cours du XIXe siècle, la vallée de la Tarentaise se développe rapidement avec l'apparition d'industries en lien avec l'essor de la houille blanche mais aussi les débuts du tourisme montagnard et thermal. Après une inondation catastrophique du Doron de Bozel en 1818, des eaux thermales commencent à jaillir au village de Brides où un établissement de curistes et des hôtels y sont construits à partir de 1840,. Les curistes effectuent alors un long voyage jusqu'à Brides-les-Bains, les infrastructures de transport dans la vallée de la Tarentaise étant rudimentaires et soumises aux rudes conditions climatiques avec de simples routes parfois étroites et non revêtues.
Après l'annexion de la Savoie à la France en 1860, le gouvernement français souhaite mieux relier ces nouveaux territoires au reste de la l'Empire puis de la République, notamment par voie ferrée. Ainsi, après un premier projet de tramway entre Annecy et Brides-les-Bains, c'est en fin de compte une véritable ligne de chemin de fer qui ouvre dans un premier temps entre Saint-Pierre-d'Albigny et Albertville en 1879, dans un deuxième temps jusqu'à Moûtiers en 1893 et dans un troisième temps jusqu'à Bourg-Saint-Maurice en 1913 ; son objectif est la traversée du col du Petit-Saint-Bernard à l'aide d'un tunnel jusqu'à Pré-Saint-Didier dans la Vallée d'Aoste mais qui ne sera jamais réalisé.

### Construction, exploitation et fermeture
En dépit de l'arrivée du chemin de fer à Moûtiers, les thermes de Brides-les-Bains restent encore loin de la gare ferroviaire distante de six kilomètres et les voyageurs doivent terminer leur voyage sur une route de montage parfois en très mauvais état. L'idée du tramway évoqué quelques années auparavant refait son chemin et des études sont réalisées. Si la ligne est approuvée et concédée à la Compagnie des Voies ferrées des Alpes françaises le 4 mars 1895, il faut attendre quelques mois avant le début des travaux et le tramway ouvre aux voyageurs le 13 septembre 1899. À l'époque, il est même envisagé de le prolonger jusqu'à Pralognan-Planay à 18 kilomètres plus haut dans la vallée ce qui aurait nécessité des passages inclinés jusqu'à 10° et la construction d'un viaduc au-dessus du Doron de Champagny.
Au fil des ans, l'entretien du tramway se révèle onéreux car la route qu'elle emprunte se dégrade rapidement au fil des saisons. De plus, la fréquentation s'essouffle, passant de 76 000 voyageurs en 1912 à 64 000 en 1927. Le remplacement du tramway sur rail par un trolleybus sur pneus est alors envisagé et la ligne ferme définitivement après son dernier voyage le 20 octobre 1928, les rails étant enlevés de la route dès décembre de la même année. Un « électrobus » prend alors le relais de la desserte du tramway, roulant sur la chaussée et utilisant ses caténaires pour l'alimentation électrique. Prolongée jusqu'au Villard-du-Planay via Bozel, cette ligne fonctionne du 15 avril 1930 à 1965. Après la construction de l'actuelle route départementale 915 en rive gauche du Doron de Bozel entre Salins-les-Thermes et Brides-les-Bains, la route historique empruntée par le tramway devient la route départementale 89 et elle relie toujours Moûtiers à Brides-les-Bains.